# シャルル・アグノエル
モイーズ＝シャルル・アグノエル（フランス語: Moïse Charles Haguenauer、1896年10月29日 - 1976年12月24日）は、フランスの言語学者、日本学者。セルゲイ・エリセーエフとならんで、第一次世界大戦後のフランスにおける日本研究の中心的な存在だった。主著に『日本文化の起源』(1956)がある。

## 略歴
アグノエルはカーンに生まれ、高等研究実習院でマルセル・グラネ、アンリ・マスペロ、ポール・ペリオといった世界的な東洋学者に学んだ。また言語学はアントワーヌ・メイエに学んだ。
1924年6月に渡日した。雑誌『日本と極東』(Japon et Extrême-Orient) 上に森鷗外や志賀直哉の小説の翻訳を発表した。アグノエルは、立派だが時代遅れのラフカディオ・ハーンの書物や、日本をゲイシャの国とするなどのジャポニスムを脱した日本研究を行うべきであると主張した。
アグノエルは1932年まで日仏会館の初代研究員をつとめた。この間、日本本土だけでなく、沖縄・台湾・朝鮮を研究し、さらに満州や中国にも渡った。
1932年にフランスに戻り、国立東洋語学校の教授に就任した。さらに高等研究実習院第5部門（宗教学）で、渡米したエリセーエフの後任として日本の宗教史、のちに極東（日本と朝鮮）の宗教について教えた。
第二次世界大戦中にはパリを離れたが、1945年にパリに戻り、1947年に日本文化の起源に関する論文によって文学博士の学位を得た。1953年には国立東洋語学校からソルボンヌ大学の教授に移り、日本の言語・文化を教えた。1967年に高等研究実習院を退官した。
1956年に大著『日本文化の起源』(Origines de la civilisation japonaise : introduction à l'étude de la préhistoire du Japon)を出版。日本語とアルタイ諸語との比較もおこなった。
アグノエルはパリ大学日本高等研究所(IHEJ)の創立に尽力し、1959年にその初代所長に就任した（研究所は1973年以降コレージュ・ド・フランスに所属）。
アグノエルは主に上代から平安時代までの日本文化を研究した。『源氏物語』桐壺帖の翻訳があるが、意図的に極端な逐語訳になっている。
1976年12月24日、心臓病によりパリ郊外のサン＝トゥアンの病院で死去。80歳。葬儀は同月28日、サン＝トゥアンの墓地で行われた。
没後
没後直後の1976年から1977年にかけて『シャルル・アグノエル選集』全3巻が出版された。第1巻が言語学、第2巻が宗教・歴史・文学、第3巻が琉球・台湾関係にあてられている。
1990年代になって、アグノエルが1930年に沖縄を調査したときのノートが発見された。

## 受章
- 1957年 - 勲三等旭日章受章

## 他
『日本文化の起源』(Origines de la civilisation japonaise : introduction à l'étude de la préhistoire du Japon）については、賛否両論があり、言語学者の服部四郎は1957年に否定的な書評をおこなった。エドウィン・ライシャワーは書評で高く評価した。一方、ロイ・アンドリュー・ミラーは1981年にライシャワーの高い評価の書評を含めて批判した。

## 著作
カッコ内の年号はAmazonで確認できる最も古い出版年。したがって初版の出版年とは限らない。(????)は出版年がはっきりしないもの。
日本に関する著作
- (1929) L'Adresse du dignitaire de la province d'Izumo.
- Okinawa 1930 : Notes ethnographiques de Charles Haguenauer, éditées par Patrick Beillevaire (édition du Collège de France)ISBN 9782913217249
- (1931) Bibliographie des principales publications éditées dans l'Empire japonais. Avec Motoi Ijiro.
- (1937) La Collection de monnaies et de médailles japonaises de l'Institut d'études japonaises de l'Université de Paris.
- (1948) Cent-cinquantenaire de l'École des langues orientales. Le Japonais à l'École nationale des langues orientales vivantes.
- (1951) Le genji monogatari : introduction et traduction du livre 1.
- (1951) Morphologie du japonais moderne : Volume 1. Généralités, mots invariables.
- (1956) Origines de la civilisation japonaise : Introduction à l'étude de la Préhistoire du Japon. (Paris, Imprimerie Nationale -Klincksieck)
- (1976) Nouvelles recherches comparées sur le japonais et les langues altaïques (Bibliothèque de l'Institut des hautes études japonaises)
- (1976-1977) I. Japon : études de linguistique ; II. Japon :  Études de religion, d'histoire et de littérature. (Leyde, Brill)
- (1977) III. Les Ryukyu et Formose : études historiques et ethnographiques. (Leyde, Brill)
- (????) Mélanges critiques.
- (????) Notions d'archéologie japonaise 1re partie (seule parue). Le Néolithique.

台湾に関する著作
- (1929) Les Tayal de Formose
- (1977) Les Ryukyu et Formose : études historiques et ethnographiques. (Leyde, Brill)

韓国・朝鮮に関する著作
- (1929) Sorciers et sorcières de Corée
- (1980) Études coréennes (Mémoires du Centre d'études coréennes)
- (????) Note sur l'existence d'un culte du coq à Silla